# 朱能鸿
朱能鸿（1939年11月10日—2024年3月8日），江苏苏州人，生于上海，天文光学望远镜专家，中国工程院院士，中国科学院上海天文台研究员、总工程师。

## 履历[1]
- 1960年9月，于同济大学毕业，进入中国科学院上海天文台工作。
- 1983年12月至1992年2月任中国科学院上海天文台副台長。
- 1995年5月，当选中国工程院院士。
- 2022年3月21日，國際小行星中心正式将紫金山天文台在2008年12月31日发现的小行星391996命名为“朱能鸿”星。
- 2024年3月8日13時58分在因病在上海逝世